# Spirituální františkáni
Spirituální františkáni (také spirituálové nebo bratříčci, lat. Fraticelli de paupere vita) bylo heretické hnutí působící ve Francii a Itálii ve 13. a 14. století. Jednalo se o skupinky františkánských bratří, kteří otevřeně odmítali úpravu oficiální řehole (Regula bullata) papežem Řehořem IX., který roku 1230 institucionalizoval majetkovou správu klášterů. Tento akt byl některými asketičtějšími bratry z Provence vnímán jako vzdálení se ideálu chudoby. Část řeholníků nespokojených s trendem sledování světských zájmů církve se proto v provensálské oblasti soustředila kolem osobnosti Huguese z Digne nebo Petra Oliviho (ten šířil myšlenky hnutí z Francie do Itálie), v Itálii pak byli za hlavní nositele myšlenky chudoby považováni Jan z Parmy, Ubertino da Casale nebo Michael z Ceseny, generál řádu v letech 1316 až 1328.
Především učení Petra Oliviho, učení tzv. „omezeného užívání“, kombinované s přejatými apokalyptickými představami, poskytlo spirituálům přitažlivý zdroj podnětů pro vlastní elitářské vymezování se vůči umírněným členům Řádu menších bratří. Teologický konflikt vyústil v obvinění z hereze a s ním spojený lidový boj. Radikální zastánci chudoby byli potlačeni ve dvacátých letech 14. století.

## Situace uvnitř řádu po smrti Františka z Assisi
Počátky krize uvnitř františkánského řádu úzce souvisí s působením bratra Eliáše, který se ještě před smrtí Františka stal generálem řádu. Svým vedením totiž plně kvitoval obsah Řehořovy buly Quo elongati, podle níž striktní dodržování klíčové pasáže Františkovy Závěti nebylo považováno za závazné. Vlnu nevole u některých rigorózních bratří Eliáš vzbudil i stavbou baziliky nad Františkovým hrobem, která se svou okázalostí zcela vymykala Františkovu důrazu na skromný život.

## Počátky hnutí spirituálů
Zatímco papežská kurie i většina členů upřednostňovala praktickou potřebu misijního poslání a považovali proměnu řádu za důsledek směřování k tomuto primárnímu cíli, rigorózní mniši – zhruba od 50. let 13. století nazývaní spirituálové – hodnotili tyto události spíše negativně a uchovávali v živé paměti vážnost role poustevnictví v životě jejich zakladatele.
Rychlost šíření myšlenek a rozsah, v jakém hlasy zastánců opravdové chudoby postihly podobně smýšlející řádové členy na různých místech, vyhrotily spor za hranice možného řešení v rámci jednotlivých konventů. Asketicky ladění mniši totiž odmítali podřídit se disciplíně vynucované představiteli, které považovali za neřestné nebo jinak nedůvěryhodné. Ani takový vzor ctnostného života, za jaký byl obecně považován svatý Bonaventura z Bagnoreggia (generál řádu 1257–1274), nedokázal zprostředkovat vhodné podmínky pro diskuzi vedoucí k příměří obou znepřátelených stran.

### Dvě vývojové větve

#### Francouzská větev (Spirituali)
Hnutí se formovalo jinak v Provence a jinak v italských provinciích. V případě jižní Francie stálo hodně sympatizantů extrémní chudoby, později zde nazývaných beguini, mimo první řád (šlo o františkánské terciáře). Vztah představených řádu k chudobě byl laxnější než v italských provinciích, a rigoristé proto vzhlíželi k františkánu Petru Janu Olivimu, který je z tohoto důvodu někdy mylně označován za vůdce spirituálních františkánů. Olivi navázal na tradici založenou Huguesem z Digne, která spojila uctívání chudoby s apokalyptickým učením Jáchyma z Fiore.

#### Italská větev (Fraticelli)
Terciáři z měst ve střední Itálii na rozdíl od francouzského jihu do sporu vtaženi nebyli. Zasaženy nepokoji byly zejména tři italské provincie, v nichž byla poustevnická tradice silně zakořeněna: Toskánsko, Umbrie a Ancona. Ubertino da Casale, jeden z hlavních představitelů italské odnože spirituálů-fraticellinů (česky bratříčků), působil pod vlivem Oliviho názorů a teologie. Avšak po smrti staršího spřízněnce z Francie fraticellini radikalizovali původní znění učení o „omezeném používání“ majetku a stali se nebezpečnějšími protivníky církve. Nejzatvrzelejší z nich byli likvidováni po vydání buly Quorundam exigit papežem Janem XXII.

## Prohlubování krize I
Po Bonaventurově smrti dosáhla míra světskosti a nekontrolovaného užívání majetku vrcholu. Součástí tolerovaných nešvarů bylo připojování dalších komentářů k řeholi, aby ve světle nových vysvětlení nemohlo být laxní chování bratrů označeno za nepřístojné. Znesvářená františkánská provincie ve Francii byla rozdělena na dva řeholní proudy: umírněné konventuály, kteří zůstávali oporou svatému stolci, a spirituály neboli rigorózní větev františkánů, která se ztotožnila s myšlenkou spojit praxi maximální střídmosti a slib chudoby v nedělitelný celek.

### Eschatologie a apokalyptické rysy
Autor inspirativního pojednání o usus pauper (doslova „omezené používání“), Petr Jan Olivi, kromě tématu chudoby rozvíjel eschatologii a pokoušel o vlastní interpretaci apokalyptického učení Jáchyma z Fiore. I když byl Jáchym odsouzen Čtvrtým lateránským koncilem, po celé 13. století si jeho učení zachovalo značnou přitažlivost, zvláště pak pro františkánské myslitele, kteří si libovali v symbolismu.
Méně opatrní spirituálové ztotožňovali symbolické figury z proroctví s reálnými postavami dobového kontextu. Chudobu a s ní spojený odpor konventuálů či kurie vnímali jako nezbytné impulzy pro posun událostí završujících danou éru. Problematické pasáže v Oliviho komentáři k Apokalypse byly oponenty spojovány s konstrukcemi radikálních přívrženců, což bylo vzhledem k celkovému rysu významové nejednoznačnosti práce obtížné vyvrátit.
Paradoxně Olivi chápal právě chudobu jako účinnou obranu proti herezi. Praví vyznavači chudoby podle něj chápali světské věci jako dočasné a klamné, načež se měli nerušeně věnovat kontemplaci. Čím méně chtěl být myslitel spojován s interpretacemi horlivých zastánců usus pauper, tím spíše byl zbožšťován a v joachimitských výkladech líčen jako důležitý mezník přelomu věků.

## Prohlubování krize II
Na vážnost doktrinálního původu rozkolu františkánů otevřeně upozornil papež Mikuláš IV., který se na konci 13. století rozhodl prověřit ortodoxii názorů některých spirituálů.
Když se na začátku století 14. Klement V. ujal papežského úřadu, o podílu neřešeného joachimismu a volného šíření myšlenek nekompromisních členů řádu na vývoji lidové hereze nemohlo být pochyb. Z hlediska celkové a akutní potřeby řešit františkánskou krizi je však období pontifikátu Klementa V. považováno za neefektivní.

### Viennský koncil
Výraznějším krokem Klementa v úřadu římského biskupa, kromě nechvalně proslulé role v procesu s templářským řádem, bylo vydání buly Multorum querela na viennském koncilu roku 1312, která omezovala pravomoci inkvizitorů. Za určitých podmínek byli totiž nuceni spolupracovat s místními biskupy, což k nelibosti inkvizičních tribunálů celý proces prodlužovalo. Mezi témata projednávaná v rámci koncilu ve Vienne patřil i spor mezi františkány týkající se doslovného dodržování řehole a vztahu řádu k majetku. Rozhodnutí o těchto otázkách obsahují také dekrety koncilu (překlad do angličtiny viz). Bula Exivi de paradiso z téhož roku pak uvedla ve známost, že obsah řehole a hromadění majetku se navzájem nevylučuje, pokud je takové dění výsledkem dohody řádových členů.

## Vyústění krize a perzekuce
Zvolením papeže Jana XXII. v roce 1316 se události daly rychle do pohybu. Črty benevolentní politiky Janova předchůdce byly smazány nekompromisním vyhlášením Quorundam exigit, výnosu, který jasně odsoudil chování radikálních hnutí jako heretické. Jan nebyl ochotný projednávat problematické pasáže spirituálních františkánů nebo je rozlišovat od ortodoxně přijatelných a ani otázka reálné míry nebezpečnosti hnutí jej příliš nezajímala. Do boje proti spirituálům nasadil inkvizici. Cílem inkvizičního zákroku se vedle spirituálních františkánů z Provence stali jejich sympatizanti (beguini a dolcinisté) a ve třicátých letech 14. století byl seznam pronásledovaných herezí rozšířen o terciáře a italskou větev fraticellinů.

## Potlačení hnutí

### Zánik francouzských spirituálů
Po vydání výnosu, jímž Jan omezil rozsah slibu chudoby, vedl františkánský mnich Bernard Délicieux delegaci spirituálů na jednání do Avignonu. Délicieux však docílil pouze obvinění z organizování protiinkvizitorské opozice, načež byl s některými dalšími řádovými členy odsouzen k doživotnímu vězení. Jiní se zřekli heretických názorů a menšina, čtyři mniši, byla kvůli nekompromisním postojům upálena v Marseilles.
Upálení čtyř františkánských mnichů byla událost, která upevnila zanícené spirituály ve víře, že Jan XXII. je skutečným Antikristem, a upálení mniši, kteří s bulou Quorundam exigit odmítli současně i rozhodování papeže o otázkách chudoby, začali být považováni za mučedníky. Rigidní jádro bylo však brzy roztroušeno a ztráta základny spirituálů v Narbonne de facto znamenala naprosté potlačení spirituálů v jižní Francii.

### Zánik italských fraticellinů
Problém františkánského rozkolu se v polovině dvacátých let 14. století obrátil od provensálského epicentra k jihu Itálie, protože zde apokalypticky ladění fraticellini otevřeně podněcovali masy k nenávisti vůči papeži Janovi. Jeden z mluvčích italské větve, Ubertino da Casale, dvakrát obhajoval spirituální pohled na chudobu před papežským sněmem v Avignonu, ale po neúspěších byl donucen opustit Itálii. Argumenty dalších Ubertinových spojenců, kteří byli do debaty o kontroverznosti usus pauper zapojeni, rovněž nepostihly klíčové jádro problému – zda je usus pauper předmětem slibu chudoby.
Otevřený spor poskytl prostor pro teologické útoky nekonformních skupin na Jana XXII. a zároveň důvod k intenzivnímu inkvizičnímu stíhání této skupiny. Ke konci pontifikátu Jana XXII. došlo k rozštěpení zbytku spirituálů, ale tyto skupinky obvykle zanikly společně se smrtí svých vůdců. Poslední pozůstatky heretických bratříčků se datují do 15. století, kdy byly prvky nauky spirituálních františkánů (zejména chudoba, přísnost života a potřeb lidové úcty) Janem Kapistránem nebo Jakubem z Marchie teologicky vstřebány a zapracovány z pozice ortodoxie.